# All Hallows-by-the-Tower
All Hallows-by-the-Tower, un tempo dedicata congiuntamente a All Hallows (Tutti i santi) e alla Vergine Maria e talvolta conosciuta come All Hallows Barking, è un'antica chiesa anglicana su Byward Street nella città di Londra, con vista sulla Torre di Londra.
Secondo il sito web della chiesa e altre fonti è "la chiesa più antica della City di Londra" ed è stata fondata nel 675, sebbene recenti ricerche abbiano messo in dubbio queste affermazioni. La chiesa sopravvisse al Grande incendio di Londra del 1666, ma fu gravemente danneggiata durante la Battaglia d'Inghilterra della seconda guerra mondiale. Dopo un'ampia ricostruzione, è stata ridedicata nel 1957. Dal 1922 fino al 1962 il vicario fu il reverendo Philip TB "Tubby" Clayton, e la chiesa è ancora la chiesa della corporazione di Toc H, l'organizzazione cristiana internazionale da lui fondata.

## Storia

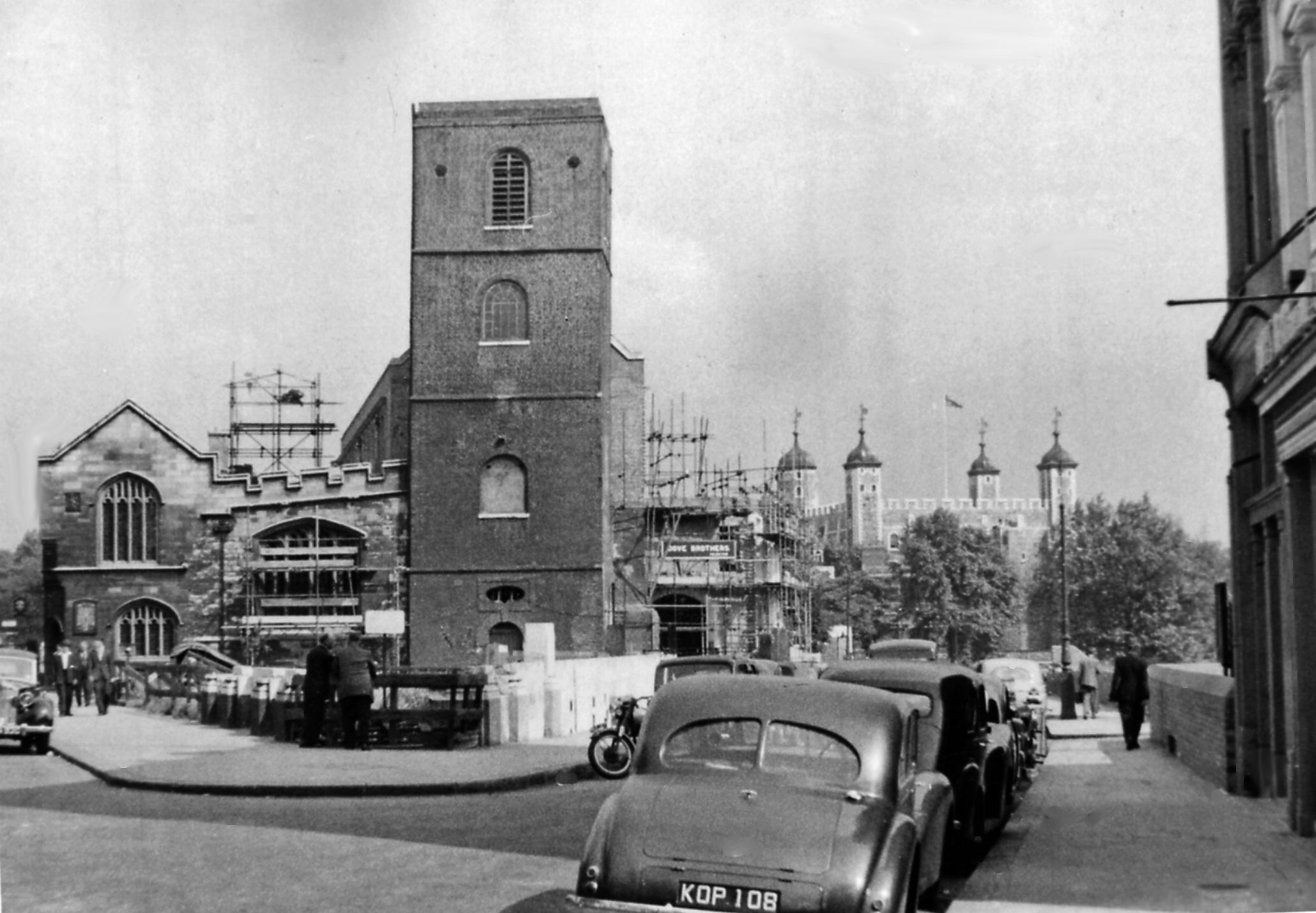
Ricostruzione nel 1955, dopo ingenti danni a causa dei bombardamenti tedeschi.

L'origine e la storia antica della chiesa di All Hallows-by-the-Tower sono oscure. Al momento della dissoluzione dei monasteri, nel 1539, la chiesa apparteneva all'Abbazia di Barking, un ricco convento di monache benedettine a Barking, nell'Essex, originariamente fondato nel VII secolo. L'associazione con Barking fu lunga e la chiesa di All Hallows era già conosciuta come "Berkyncherche" nel XII secolo. Secondo il Domesday Book, nel 1086 Barking Abbey possedeva "28 case e mezza chiesa" a Londra: sebbene la chiesa non sia nominata, viene solitamente identificata con All Hallows.
L'abbazia anglosassone originale di Barking fu fondata da Earconwald o Erkenwald, insieme all'abbazia di Chertsey, prima che diventasse vescovo di Londra nel 675, ed è stato affermato che la terra su cui sorge All Hallows fu concessa all'abbazia, sotto la badessa Ethelburga, sorella di Erkenwald. Una carta datata 687, che elenca le proprietà appartenenti all'Abbazia di Barking, include due appezzamenti di terreno a Londra o nelle vicinanze. Uno di questi era semplicemente descritto come "iuxta Lundoniam", vicino a Londra, l'altro come "supra vicum Lundoniae", cioè in "Lunden-wic", la cittadina anglosassone che era cresciuta nell'area dello Strand, 1600 metri ad ovest dell'antica città romana di Londinium; nessuno di questi, però, descrive accuratamente la posizione della chiesa di All Hallows, all'interno delle mura della città romana sul lato orientale.
Nel 1940, durante la seconda guerra mondiale, lo sgombero dopo la distruzione causata dai bombardamenti rivelò un arco costruito con piastrelle romane e muratura riutilizzata, incastonato in un muro superstite della chiesa medievale. Il riutilizzo di materiali da costruzione romani e il confronto con gli archi della prima chiesa anglosassone a Brixworth, nel Northamptonshire, hanno suggerito che l'arco di All Hallows fosse molto antico e che una chiesa originale avrebbe potuto essere presente già nel VII secolo. Ciò sembrava confermare la credenza che la chiesa fosse stata fondata come chiesa figlia dell'abbazia di Barking all'incirca nello stesso periodo in cui fu fondata l'abbazia stessa, anche se è dubbio che la prima costruzione sul sito sarebbe stata in pietra. È più probabile che la chiesa in pietra, di cui l'arco è un residuo, abbia sostituito una precedente costruzione in legno. Ricerche recenti e prove archeologiche che piastrelle e pietra romane venivano utilizzate nella costruzione di altre chiese londinesi fino all'XI secolo suggeriscono che l'arco potrebbe essere stato costruito in qualsiasi momento tra il VII secolo e l'arrivo dei Normanni. Frammenti di tre croci in pietra dell'XI secolo rinvenuti anche durante lavori archeologici negli anni 1930 e lavori di sgombero dopo i bombardamenti, ora esposti nella cripta, risalgono anche a questa prima chiesa.
La chiesa fu più volte ampliata e ricostruita tra l'XI e il XV secolo, con vari elementi delle costruzioni normanne, duecentesche e quattrocentesche ancora oggi visibili. La sua vicinanza alla Torre di Londra ha fatto sì che acquisì collegamenti reali, con Edoardo IV divenendo una delle sue cappelle reali e le vittime decapitate alla Torre di Londra venivano inviate per la sepoltura temporanea a All Hallows. Sir Thomas More fu uno dei più eminenti di questi.

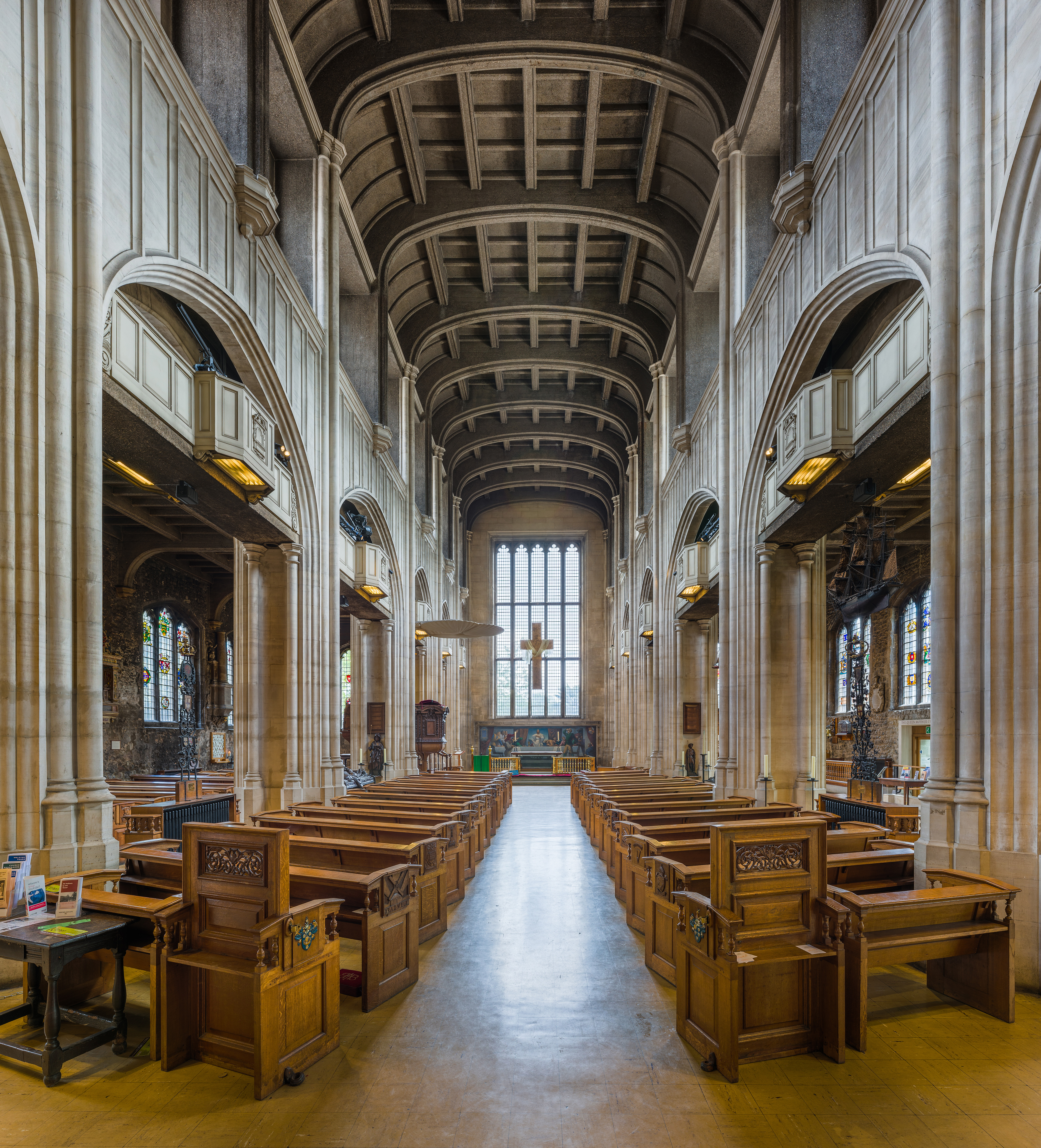
L'interno

La chiesa fu gravemente danneggiata nel 1650 dall'esplosione di alcuni barili di polvere da sparo stoccati in un magazzino attiguo alla chiesa; la sua torre ovest e circa 50 case vicine furono distrutte e ci furono molte vittime. La torre fu ricostruita nel 1658, unico esempio di lavoro eseguito su una chiesa durante l'era del Commonwealth del 1649-1660. Sopravvisse al Grande incendio di Londra del 1666 e deve la sua sopravvivenza all'ammiraglio William Penn, padre di William Penn della Pennsylvania, che ordinò ai suoi uomini di un vicino cantiere navale di far esplodere edifici circostanti per creare fasce tagliafuoco. Durante il Grande incendio, Samuel Pepys salì sulla torre della chiesa per osservare l'andamento dell'incendio e lo descrisse come "la più triste vista della desolazione".
Restaurata ancora una volta alla fine del XIX secolo, All Hallows fu sventrata dai bombardieri tedeschi durante della seconda guerra mondiale e richiese un'ampia ricostruzione, dopo la quale fu ridedicata nel 1957.

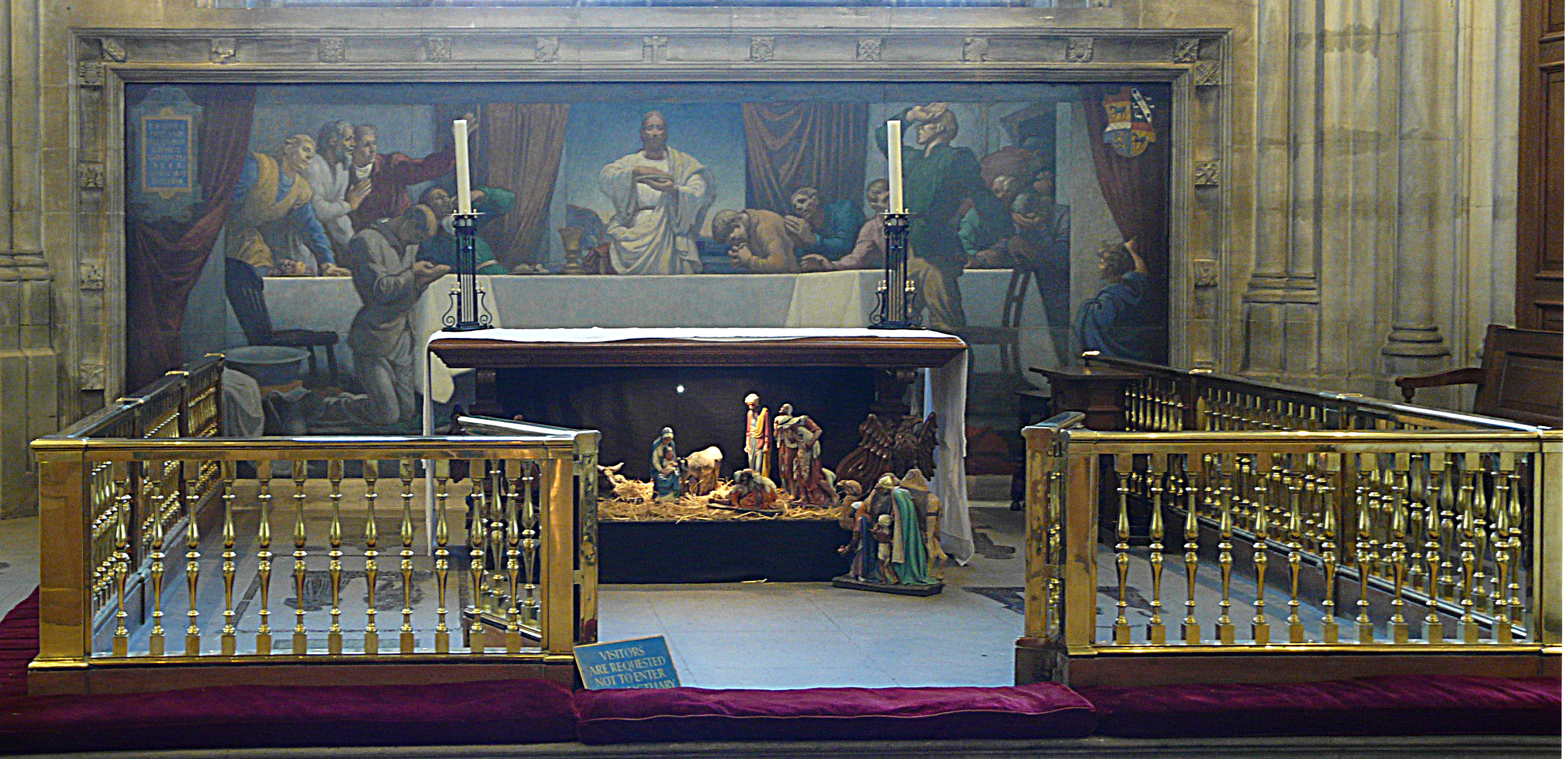
Il murale dell'altare maggiore, opera del dopoguerra di Brian Thomas

Molte parti della vecchia chiesa sono sopravvissute alla guerra e sono state restaurate. Le sue mura esterne sono del XV secolo, con il portale ad arco sassone che sopravvive dalla chiesa originale. Nella chiesa si trovano tre straordinarie statue lignee di santi risalenti al XV e XVI secolo, nonché una squisita copertura di fonte battesimale che fu scolpita nel 1682 da Grinling Gibbons per £ 12 e che è considerata uno dei pezzi più belli di intaglio a Londra. Il murale della pala d'altare dell'altare maggiore è un'opera del dopoguerra di Brian Thomas.
Nel 1999 il Gruppo Archeologico AOC ha scavato il cimitero e ha fatto molte scoperte significative.
La chiesa ha un museo nella sua cripta, contenente porzioni di un pavimento romano che insieme a molti reperti fu scoperto alcuni metri sotto la chiesa nel 1926/1927. Le mostre si concentrano sulla storia della chiesa e della City di Londra, e comprendono manufatti sassoni e religiosi, nonché la pianta della chiesa del XVII secolo. Sono esposti anche i registri parrocchiali risalenti al XVI secolo, e tra le voci degne di nota figurano il battesimo di William Penn, il matrimonio di John Quincy Adams (che è l'unico matrimonio di un presidente degli Stati Uniti avvenuto in terra straniera) e la sepoltura dell'arcivescovo William Laud. Laud rimase sepolto in una cripta della cappella per oltre 20 anni; il suo corpo fu trasferito durante la Restaurazione al St John's College di Oxford. La cripta ospita anche le cappelle della chiesa dedicate a San Francesco (XIV secolo) e Santa Chiara (inizio XVII secolo) e il Colombario, creato nel 1933.
L'altare nella cripta è di semplice pietra proveniente dal castello di Riccardo I ad Athlit in Terra santa.
All Hallows-by-the-Tower è stata la chiesa della corporazione di Toc H dal 1922. La chiesa è stata designata come edificio di interesse storico culturale il 4 gennaio 1950.
La cerimonia della Knollys Rose, che si tiene ogni anno a giugno, inizia presso la chiesa e prosegue fino alla Mansion House, dove una singola rosa viene presentata al sindaco come 'rinuncia all'affitto'. La cerimonia annuale di Beating Of The Bounds della parrocchia include anche una gita in barca nel mezzo del Tamigi per "battere" l'acqua che forma il confine meridionale.

### Galleria d'immagini

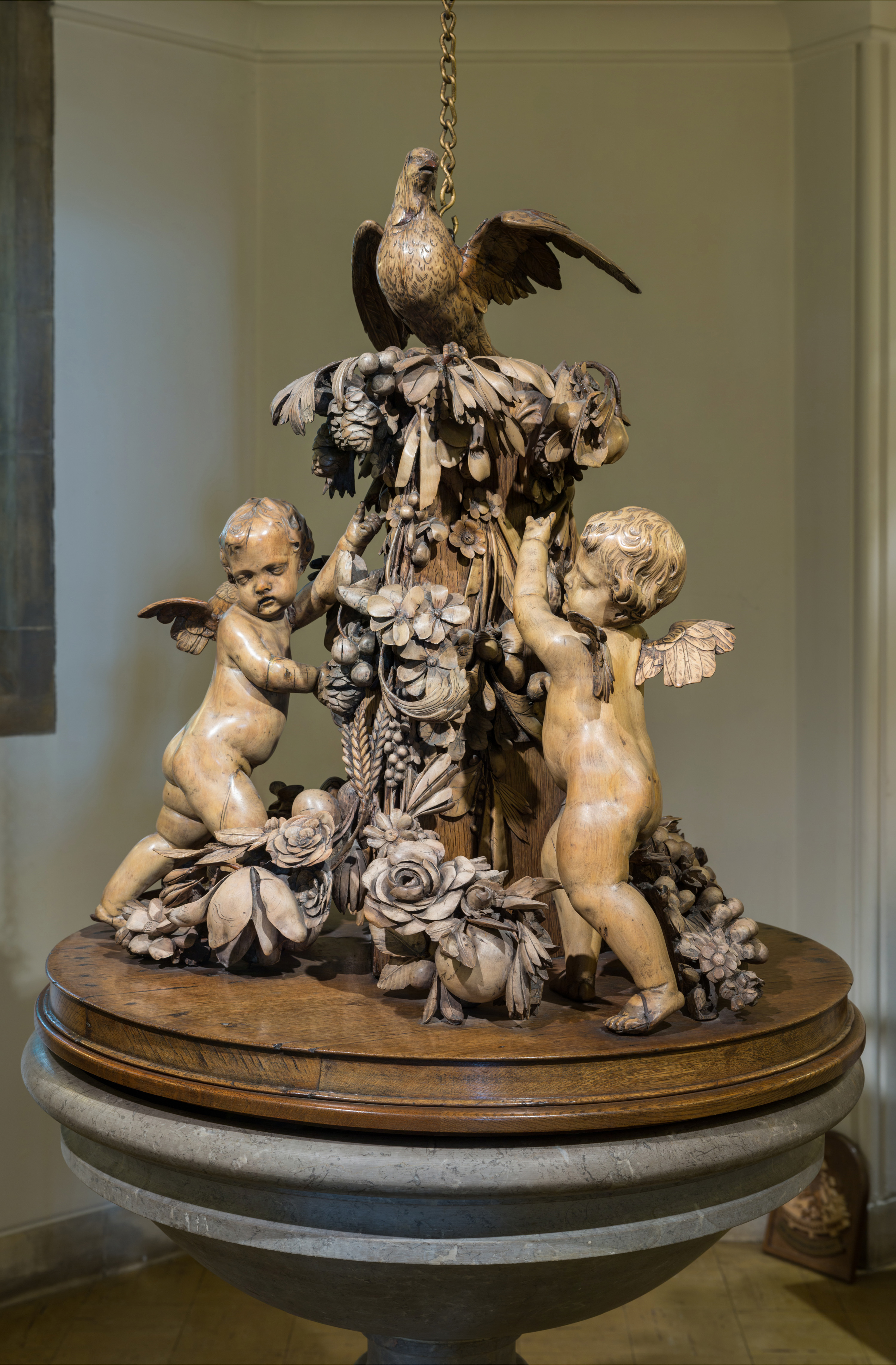
Il fonte battesimale con intagli di Grinling Gibbons
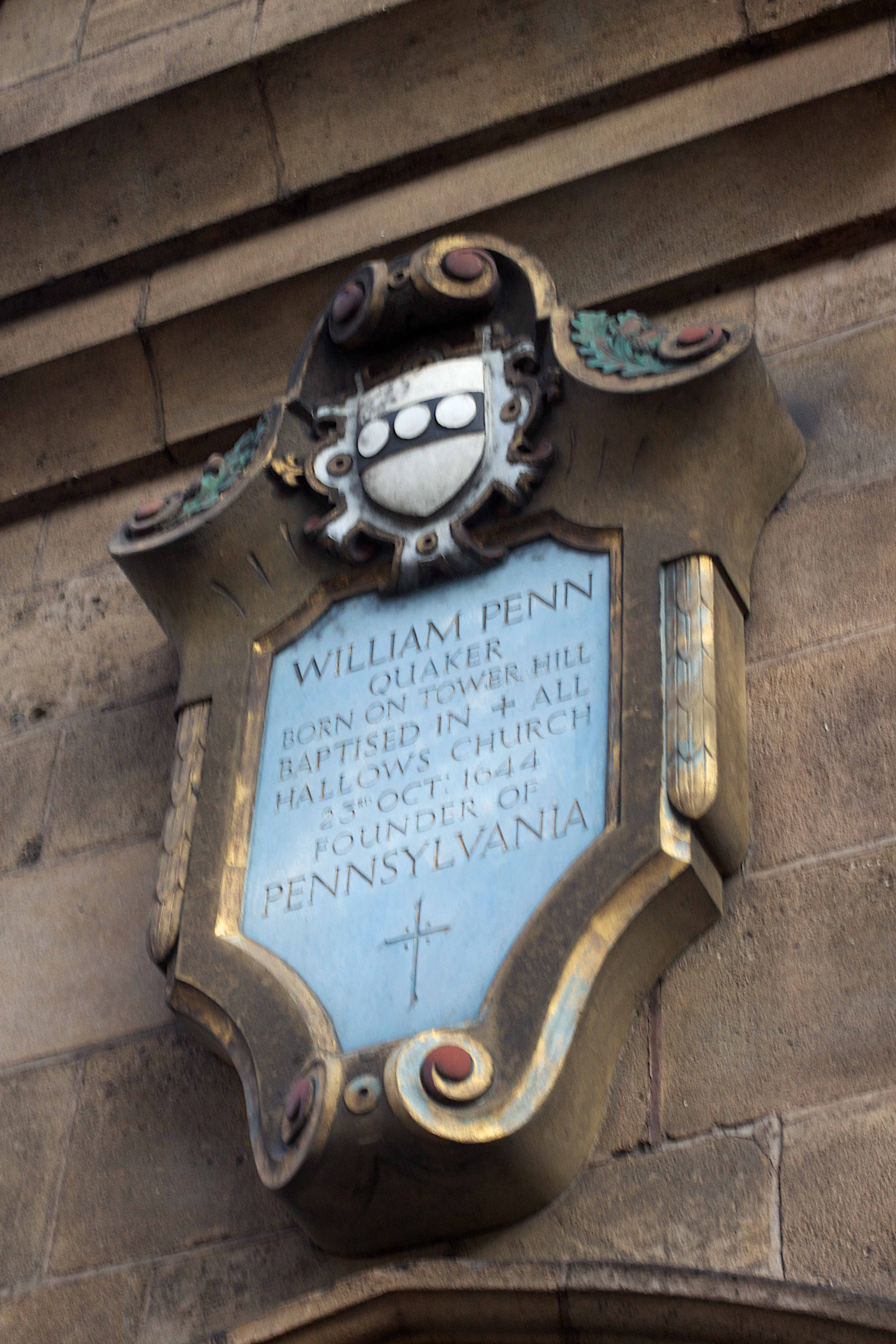
Memoriale di William Penn
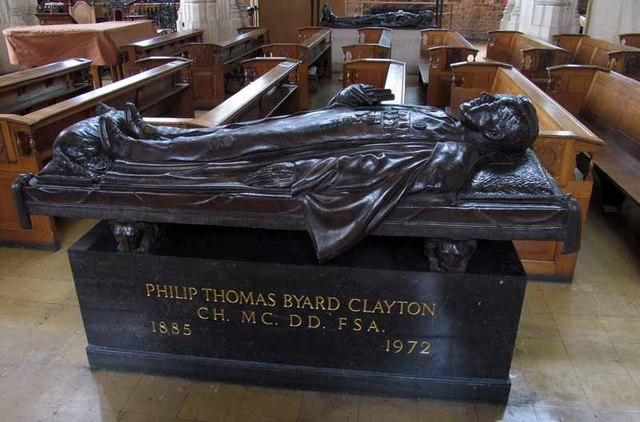
Effigie di Philip Clayton
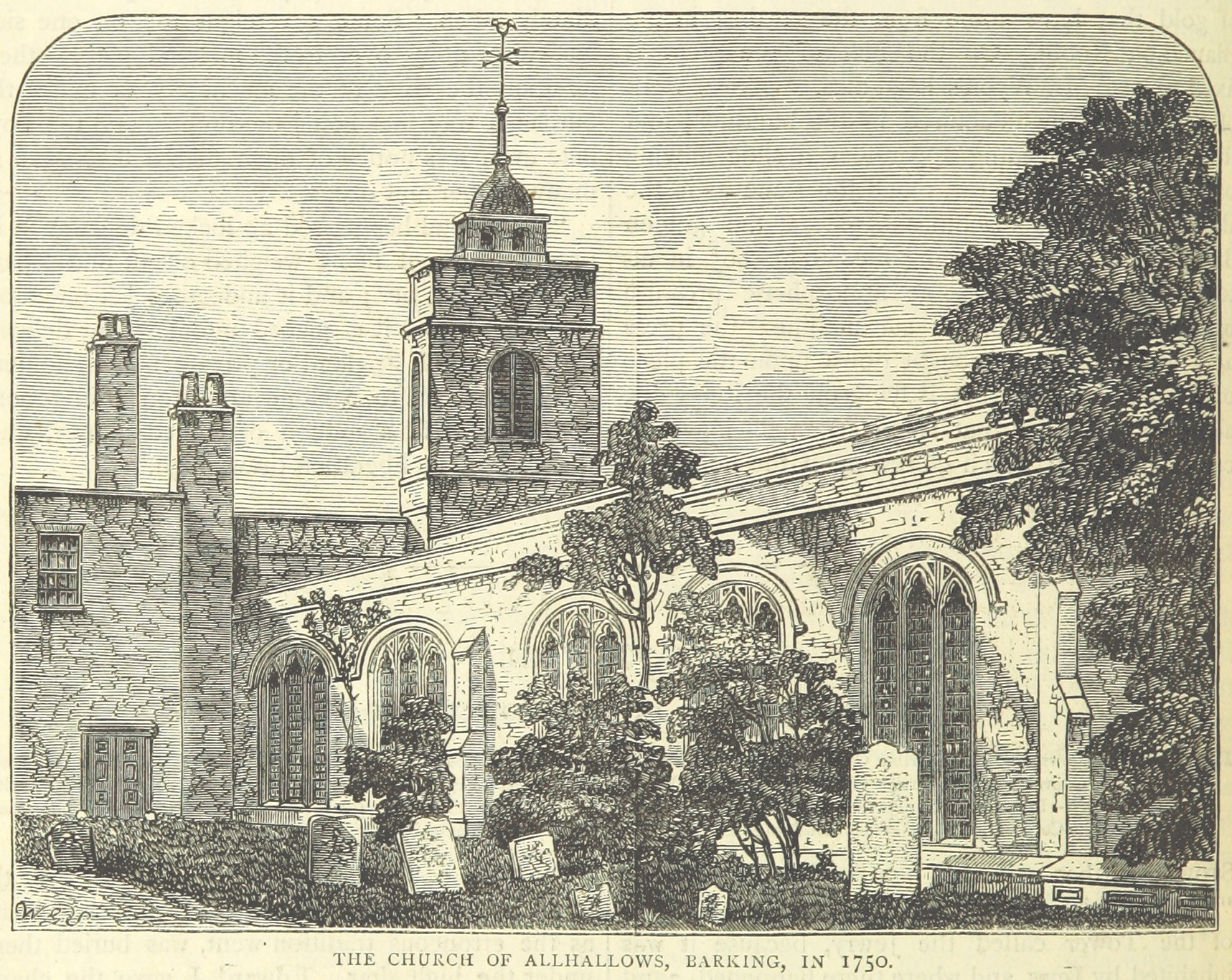
La chiesa nel 1750
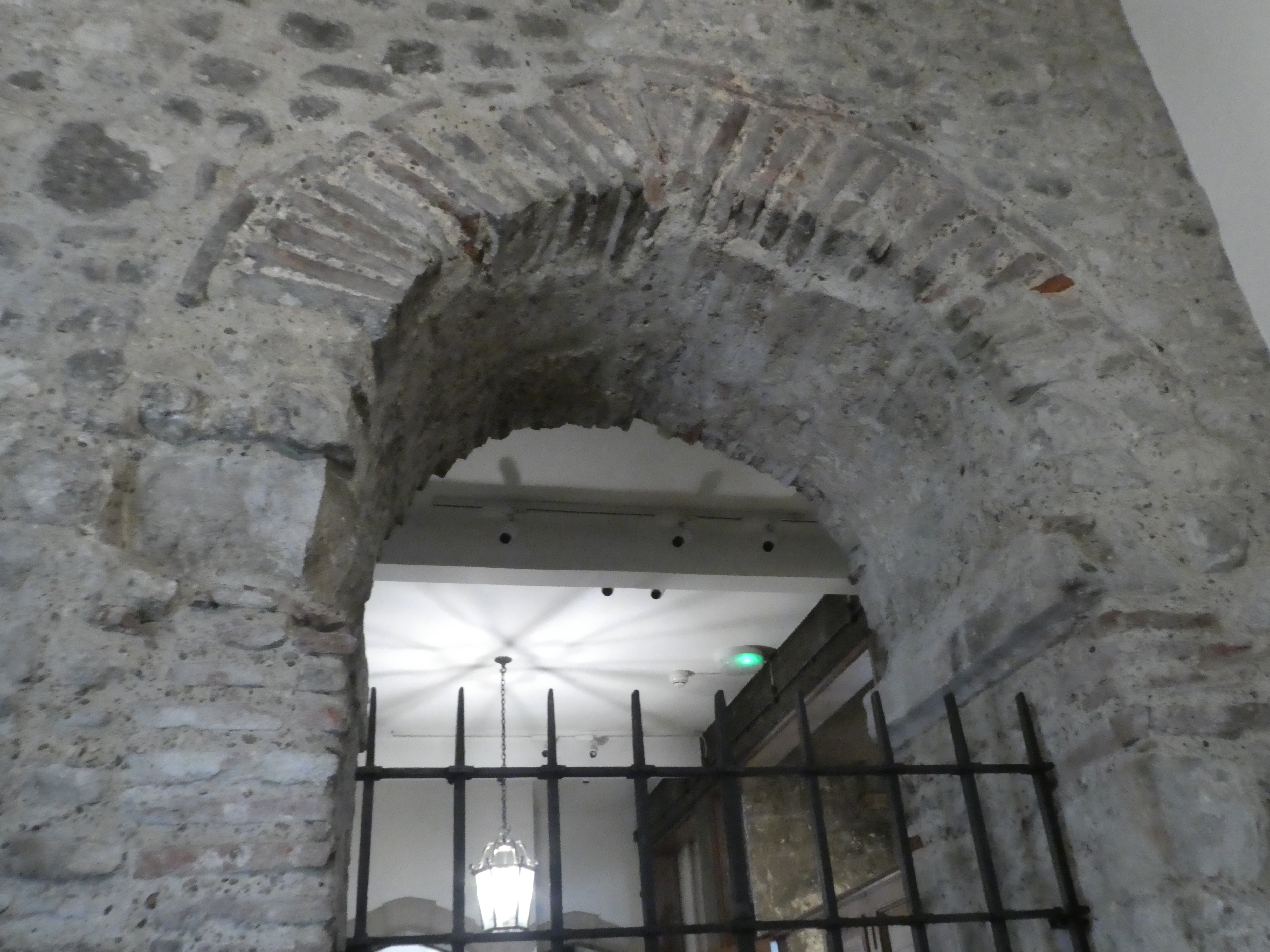
Arco sassone